# Glenda Rondán
Glenda Eulalia del Rosario Rondán Freira (sinh ngày 3 tháng 2 năm 1946) là một giáo sư và chính trị gia người Uruguay, hiện là thành viên của Broad Front.

## Tiểu sử
Kết hôn với Washington Romeo, Rondán đã có ba người con: Gabriel, Alejandra và Washington Hugo (mất năm 2005). Bà có hai đứa cháu, Mathías và Micaela.
Bà tốt nghiệp Giáo sư Văn học tại Instituto de Profesores Artigas  (IPA).

## Hoạt động chính trị
Rondán phục vụ trong Đảng Colorado bắt đầu ở tuổi thiếu niên. Trong những năm 1960, ba là thư ký của các đại biểu Luis Bernardo Pozzolo  và Julio María Sanguinetti (người sau này hai lần là tổng thống của Cộng hòa). Trong chế độ độc tài quân sự-dân sự, bà bị bắt cóc và bị giam giữ trong một đơn vị quân đội.
Rondán đã được bầu làm quan chức thay thế trong nhiều dịp, lần đầu tiên vào năm 1984, cho bộ phận của Montevideo. Trong cuộc bầu cử năm 1999, trong đó ông Jorge Batlle nắm quyền Tổng thống Cộng hòa, Rondán được bầu làm phó cho Lista 15, giữ vị trí phó chủ tịch Phòng đại biểu nhiệm kỳ 2000 mật2005, và sắp chiếm quyền sở hữu chức vụ chủ tịch của Phòng. Rondán luôn nổi bật như một người đấu tranh cho quyền của phụ nữ; cùng với các đại biểu đồng nghiệp Beatriz Argimón, Lucía Topolansky và Margarita Percovich, Rondán đã tạo nên cái gọi là "Ngân hàng phụ nữ", bao gồm phụ nữ từ tất cả các bên. Bà là thành viên của Ủy ban Công bằng và Giới, do bà chủ trì năm 2001.
Trong cuộc bầu cử thành phố năm 2005, Rondán đứng đầu danh sách các ứng cử viên của Lista 15 vào hội đồng quản trị của bộ phận thành phố Montevideo. Năm đó, Rondán được bầu vào ủy ban điều hành quốc gia của Đảng Colorado (CEN).